# Abborrtjärnen (Tärna socken, Lappland)
Abborrtjärnen är en sjö i Storumans kommun i Lappland och ingår i Umeälvens huvudavrinningsområde.